# Bob Glendenning
Robert « Bob » Glendenning (né le 6 juin 1888 à Washington (Durham) et mort le 19 novembre 1940) était un joueur et entraîneur de football anglais.

## Carrière de club
Il commence sa carrière dans le club de sa ville natale du Washington United avant d'être transféré à Barnsley. Il joue lors des deux finales de la FA Cup que dispute son équipe en 1910 et 1912,. Ils perdent la première fois contre Newcastle, et gagnent ensuite contre West Bromwich Albion par un but en prolongation.
En mars 1913, il part pour Bolton où il joue un total de 83 matchs en tant que capitaine. Bolton atteint la demi-finale de la FA Cup en 1915 où ses joueurs sont battus par Sheffield United. Après la guerre, il va jouer à Accrington Stanley.

## Carrière d'entraîneur
À la fin de sa carrière de joueur, il commence à entraîner et prend les rênes des Pays-Bas.
Il n'entraîne au départ qu'une courte période (seulement un match et une victoire 4-1) contre les Suisses, en 1923.
Il entraîne ensuite l'équipe néerlandaise du Koninklijke HFC jusqu'en 1928, et redevient en 1925 l'entraîneur de la sélection des Oranje. Il entraîne donc l'équipe durant les jeux olympiques d'été de 1928.
Il les entraîne jusqu'en 1940 et participe à la coupe du monde 1934 et à la coupe du monde 1938. Les deux compétitions sont un échec, sortis deux fois au premier tour en 1934 contre la Suisse 3–2, et en 1938 contre la Tchécoslovaquie 3–0.
Glendenning entraîne les Oranje 87 matchs, pour 36 victoires, 36 défaites et 15 matchs nuls.
Il reste à ce jour l'entraîneur néerlandais avec le plus de victoires à son actif.
En comparaison, le seul entraîneur (Rinus Michels) à avoir remporté un trophée majeur (Euro 1988), totalise 30 victoires en 53 matchs. Dick Advocaat gagne 31 matchs en 55 matchs et Marco van Basten en gagne 35 en 48 matchs. 
Le dernier match en tant qu'entraîneur de Glendenning est une victoire 4–2 contre la Belgique joué le 21 avril 1940. Ce match est la deuxième sélection d'Abe Lenstra. Trois semaines plus tard aurait dû avoir lieu un dernier match au Luxembourg, qui n'aura jamais lieu à cause de l'invasion des Pays-Bas par les Allemands.

## Palmarès
Barnsley
- FA Cup
  - Vainqueur (1) : 1912
  - Finaliste (1) : 1910